# Szlak Tatarski
  Szlak Tatarski – turystyczne szlaki piesze na wschodzie Polski (Szlak Tatarski Duży i Szlak Tatarski Mały), w województwie podlaskim. W 2006 uzyskał certyfikat Polskiej Organizacji Turystycznej.

## Szlak Tatarski Duży
Długość szlaku – 57 km, oznakowany jest kolorem zielonym.
Przebieg szlaku: Sokółka – Drahle - Bohoniki – Stara Kamionka – Wierzchlesie – Talkowszczyzna – Nowa Świdziałówka – Nietupa – Kruszyniany.
Szlak usytuowany jest wśród Wzgórz Sokólskich oraz fragmentu Puszczy Knyszyńskiej. Wiedzie do Kruszynian przez dawne folwarki tatarskie (Nietupę i Talkowszczyznę), nadane w 1679 r. Tatarom przez Jana III Sobieskiego.

### Atrakcje turystyczne na szlaku
- Sokółka
  - muzeum regionalne (ze stałą ekspozycją poświęconą osadnictwu tatarskiemu),
  - rynek miejski z wychodzącymi z niego ulicami z XVI-XVII w.
  - klasycystyczny kościół pw. św. Antoniego z 1848 r., (rozbudowany 1904),
  - cerkiew pw. Aleksandra Newskiego (1830 r.)
- Bohoniki – do dziś centrum religijne polskich muzułmanów.
  - meczet – zbudowany przez Tatarów w 1883 r. Budowla drewniana zwieńczona kopułą z półksiężycem. Meczet zbudowany jest na planie prostokąta z gankiem z przodu. Wewnątrz meczetu z charakterystycznego wyposażenia i elementów architektury: podstawki pod święte księgi, dywany, muhiry (malowane bądź haftowane wersety Koranu), mihrab (wnęka określająca kierunek świętego miasta muzułman Mekki) i minbar (kazalnica, imam przemawia i wygłasza chutbę).
  - mizar – cmentarz tatarski w Bohonikach, istnieje od trzech wieków największy i wciąż czynny cmentarz muzułmański w Polsce.
- Kruszyniany 
  - meczet najstarszy w Polsce, drewniana świątynia z narożnymi minaretami, które zwieńczone są kopułami z półksiężycem, powstała na przełomie XVIII i XIX wieku. W świątyni istnieje podział na część dla kobiet i mężczyzn. Do świątyni wchodzi się po zdjęciu obuwia i siada na dywanach.
  - mizar kruszyniański

### Dojazd
- Pociąg PKP Białystok: trasa Białystok do Kuźnicy Białostockiej – do Kundzina, a następnie w stronę Orłowicz.
- Pociąg PKP Białystok: wysiąść w Sokółce, autobusem w kierunku Kuźnicy przez Malawicze.
- Samochodem/ rowerem: z Białegostoku do Bohonik, jak i do Kruszynian jest po ok. 50 km, z Bohonik do Kruszynian – ok. 35 km, z Sokółki do Bohonik niecałe 10 km.

## Szlak Tatarski Mały
Długość szlaku – 19 km, oznakowany kolorem niebieskim.
Przebieg szlaku: Kruszyniany, Józefowo, Królowe Stojło i Waliły-Stacja.
Szlak łączy miejscowości związane z osadnictwem tatarskim na Podlasiu (Kruszyniany, Józefowo) z miejscowościami związanymi z wydarzeniami z okresu powstania styczniowego (Królowe Stojło, Stacja Waliły).

### Dojazd
- autobusem PKS Białystok z Białegostoku do Kruszynian: linia Białystok – Krynki
- autobusem PKS Białystok do wsi Waliły-Stacja: linia Białystok – Gródek.